# Gabriel Dupont
Gabriel Dupont, född 1 mars 1878, död 1 augusti 1914, var en fransk tonsättare.
Dupont var elev till Jules Massenet och Charles-Marie Widor. Han har komponerat operorna La Glu, La farce du cuvier, den prisbelönta La cabrera och Antar. Dupont skrev även orkesterverk, en pianokvintett och pianomusik.